# Aplec (revista)
Aplec fue una revista española en catalán de la que sólo se publicó un número en abril de 1952. Estaba editada por el Club de Divulgación Literaria y se imprimía en “Gráficas Marina, S.A.”. La redacción de la revista estaba situada en la avenida José Antonio, 818. Respecto al formato, tenía 24 páginas a dos y tres columnas y unas dimensiones de 270x215 mm. El número suelto costaba 7 pesetas.
Era una revista literaria, muy bien ilustrada. Contenía colaboraciones de J.Mettra, Octavi Saltor, Aurora Bertrana, Salvador Espriu, Maria Aurèlia Capmany, P. Prat i Ubach, José Gudiol, Rosa Ricart y José Iglesias y Fort.